# Fall (Tau)

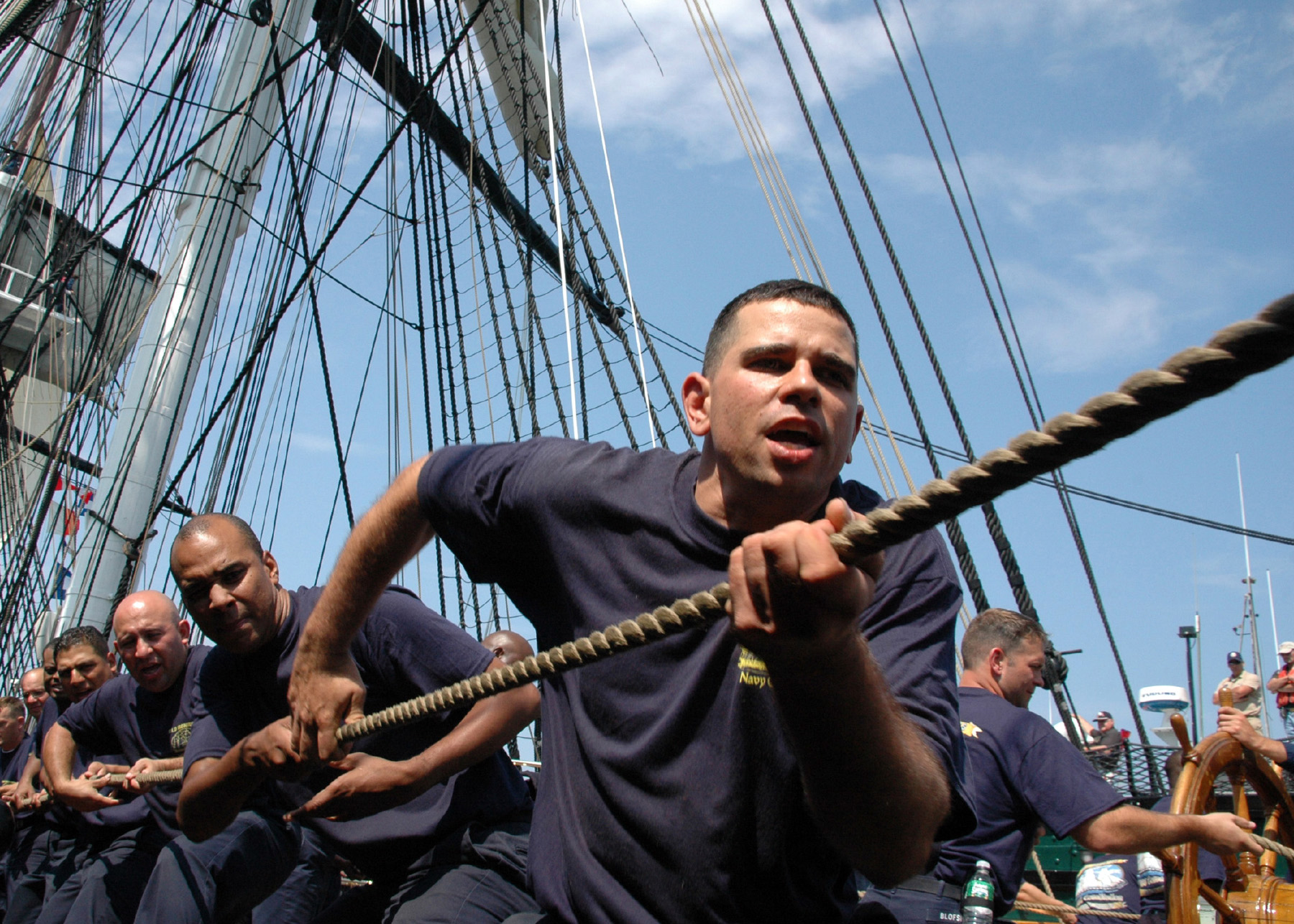
Holen eines Falls auf der Constitution

Als Fall (sächlich, Plural: die Fallen) bezeichnet man auf Segelschiffen ein Stück Tauwerk, das zum Heißen (Setzen) von Segeln dient. Fallen gehören zum Laufenden Gut eines Segelschiffes.

## Typen und Bezeichnungen
Zum Heißen (hochziehen) eines Rahsegels, Luggersegels, Lateinersegels, Stagsegels oder eines Segels im Bermudarigg wird nur ein Fall verwendet, das zumeist in Rahmitte oder am obersten Punkt des Segels, dem Segelkopf, angeschlagen (befestigt) ist. Beim Gaffelsegel dienen zwei Fallen dem Hochziehen der Gaffel: das Klaufall dicht am Mast und das Piekfall, auch Dirk genannt, das am Oberen Teil der Gaffel angreift. Ansonsten werden die Fallen nach den Segeln bezeichnet, die mit ihnen gehisst werden – beispielsweise Großfall (für das Großsegel), Spinnakerfall/Spifall (für den Spinnaker) und so weiter.

## Materialien

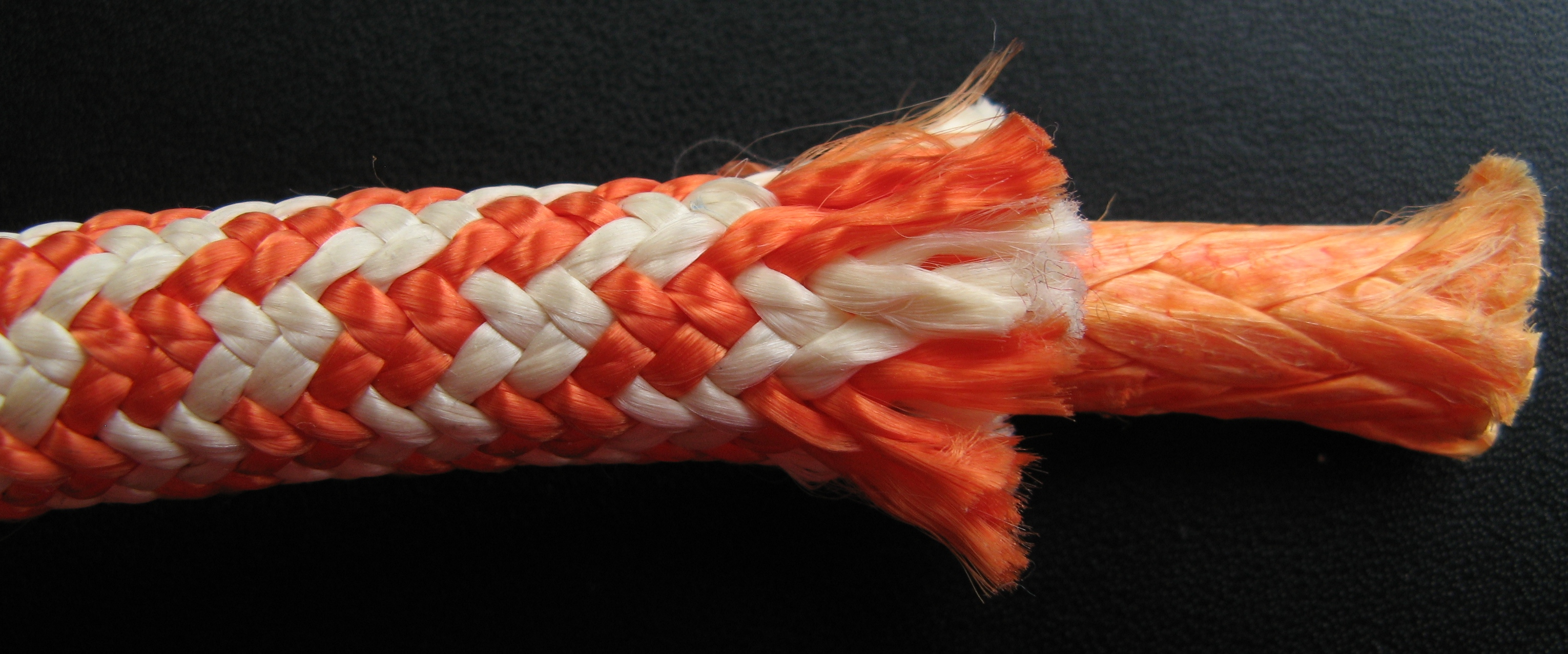
Hochwertiges Fall. Der schützende Mantel ist teilweise zurückgezogen und legt den lasttragenden Kern aus Dyneema frei.

Generell sollte das Material für Fallen einige Voraussetzungen erfüllen:
- Es sollte möglichst widerstandsfähig gegen Salzwasser, UV-Strahlung und Abrieb sein
- Es sollte möglichst wenig recken, sich also unter Belastung möglichst nicht längen, um zu vermeiden, dass das Segel im Laufe der Zeit „durchsackt“.
- Die Leine soll möglichst griffig und gut handhabbar („lehnig“) sein.

Ursprünglich standen lediglich Naturfasern wie Hanf oder Sisal zur Verfügung, die allerdings stark reckten und teilweise stark fäulnisanfällig waren. Daher werden sie heute selbst auf traditionellen Schiffen meist durch modernere Materialien ersetzt.
Ein nächster Entwicklungsschritt waren Fallen aus Stahlseilen, die schon deutlich weniger reckten und – insbesondere bei Verwendung von rostfreien Stählen – deutlich langlebiger waren. Allerdings können diese Seile nicht mehr von Hand gezogen werden, daher müssen spezielle Drahtseilwinschen verwendet werden. Außerdem können einzelne Kardeele (die „Stränge“) der Seile brechen und aus dem Seil hervorstehen, was ein Verletzungsrisiko durch sogenannte „Fleischhaken“ bedeutet. Heute werden Fallen üblicherweise aus reckarmen Kunstfasern gefertigt. Bei geringen Anforderungen kommen Leinen aus Polyester zum Einsatz, wegen dessen relativ schlechter Reckeigenschaften verwenden Regattasegler und anspruchsvolle Fahrtensegler stattdessen Leinen aus Dyneema.
Für Fallen wird auf modernen Segelyachten in der Regel geflochtenes Tauwerk verwendet, da geschlagenes Tauwerk durch seine Konstruktion
mehr Reck hat.

## Fall als Laufendes Gut

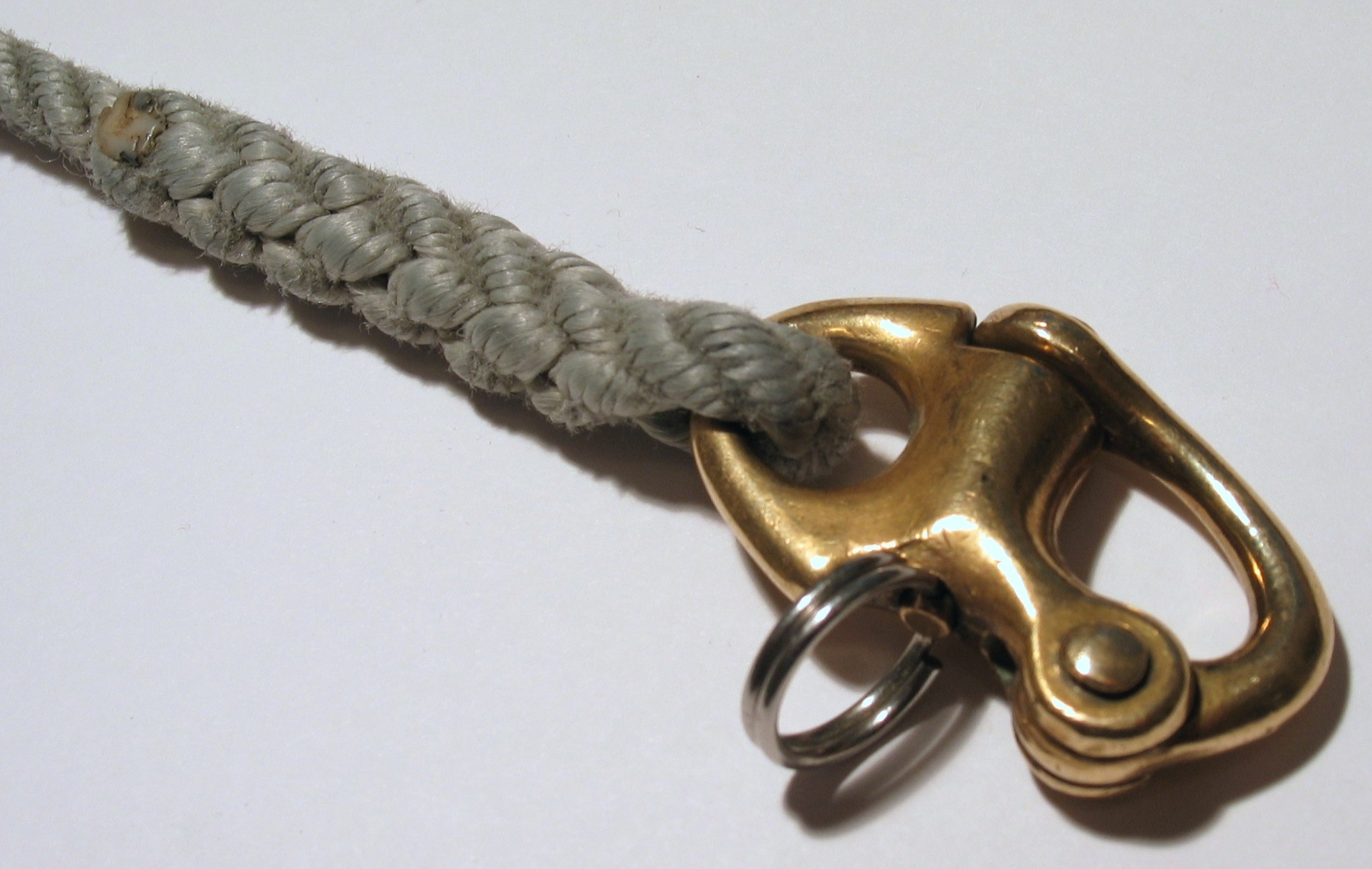
Eingespleißter Schnappschäkel

Auf modernen Segeljachten können Fallen innerhalb des Mastes verlegt sein. Sie laufen über eine oft kugelgelagerte Scheibe, werden unten teilweise durch eine Winsch gespannt und durch einen Fallenstopper fixiert oder auf einer Klampe belegt. Stag- und Bermudasegel werden am Segelkopf mit einem Knoten oder einem Schäkel befestigt. Der Schäkel ist eingespleißt.
Das Großfall wird bei schweren Segeln als Talje oder Takel geführt. Zur Unterstützung kann eine elektrisch oder hydraulisch betriebene Winsch dienen.
Nachdem das Segel, die Rah, Gaffel oder Rute vorgeheißt wurde, wird der freie laufende Teil des Falls aufgeschossen.

## Trimm
Das Fall dient beim Segeltrimm zur Kontrolle des Vorlieks. Dieses ist dann richtig getrimmt, wenn das Segel faltenfrei steht. Querfalten zum Vorliek zeigen eine zu geringe Vorliekspannung an, Längsfalten eine zu hohe Spannung. Um das Vorliek während der Fahrt auf die Windsituation einzustellen, kann es mit einem eventuell vorhandenem (Cunningham-Strecker) getrimmt werden.